# Visita dei tre angeli ad Abramo
La Visita dei tre angeli ad Abramo è una tavoletta a tecnica mista su tavola di noce (21,4 x 29,3 cm) di Antonello da Messina, databile al 1460-1465 circa e conservata nella Pinacoteca Civica di Reggio Calabria.
In un paesaggio verdeggiante costeggiato da rocce e con un fiume che serpeggia in lontananza si stagliano i tre angeli avvolti in vesti bianche e con uno scettro nella mano mentre annunciano ad Abramo che, nonostante l'età centenaria di lui e della moglie Sara, ella avrebbe partorito un figlio: la parte destra della tavola, che avrebbe dovuto raffigurare Abramo prostrato ai piedi dei visitatori, tuttavia, risulta mancante: di essa ci è pervenuta solo la macchiolina rossa del cappello di Abramo abbandonato a terra insieme al bastone.
Sin dai primi inventari nel Museo, il dipinto era inventariato come opera della scuola di Antonello, ma l'autografia dell'opera fu presto stabilita da Lionello Venturi nel 1908. Lo stato di conservazione della tavola era allora talmente precario che lo studioso poté prendere il paesaggio per una campagna notturna nel quale era raffigurato un gruppo di angeli con in mano delle fiaccole al fianco di una Natività o a un annuncio ai pastori. L'identificazione del soggetto con la visita dei tre angeli ad Abramo risale a Brunelli nel 1925, il quale identificò la scena sulla base di un dipinto di analogo soggetto
La tavoletta è pervenuta per un acquisto dalla raccolta del nobile reggino Giovanbattista Rota al Museo Civico di Reggio Calabria fra il 1890 e il 1891, insieme al San Girolamo penitente nel deserto, e da qui è passata, nel 1939, alla sede attuale.